# Eron Dalmolin
Eron Felipe Dalmolin (Faxinal do Soturno, 19 de junho de 1964) é um humorista e radialista brasileiro.

## Biografia
Eron estreou no rádio em 1978, aos 14 anos, apresentando um programa na Rádio São Roque, de Faxinal do Soturno. Mudou-se para Santa Maria, onde fez o curso de Publicidade e Propaganda na Universidade Federal de Santa Maria, entre 1982 e 1987. 
Em 1982, passa a atuar como repórter na Rádio Guarathan de Santa Maria. Dois anos depois, transferiu-se para a Atlântida FM da cidade. Em 1986, apresentou o Jornal do Almoço local.
Em 1987, após passar por um período em Campinas-SP, muda-se para Porto Alegre, onde apresentou um programa para todo o estado do Rio Grande do Sul pela Rede Atlântida. Ao sair novamente da Atlântida, em 1990, Eron criou, produziu e atuou na peça teatral "Fogo no Rádio", com o grupo "Tamo Nessa por Dinheiro". Retornou à rádio em 1991.
Ao produzir quadros para o humorista Carlos Roberto Escova, Eron Dalmolin criou, em 1993, seu personagem mais famoso: Botelho Pinto Papaéu, um colono de São João do Polêsine, que apresenta o característico sotaque italiano acentuado da região. O personagem inspirou Dalmolin a criar a peça "O Último dos Papaéu", com o grupo "Jecca", e ganhou programa próprio em 1996: Sítio do Papaéu Amarelo. No mesmo ano, Eron torna-se um dos integrantes do humorístico Programa X. Entre outros personagens criados por Eron Dalmolin estão Charlotte de Orleans e Bragança, Sílvio Júnior (párodia do apresentador Sílvio Santos) e Correspondente Brenner.
Em 1998, Eron produz a peça "Em Estado de Sítio", que deu origem a um programa de auditório homônimo no ano seguinte. Em 2001, assina contrato com a Rádio Bandeirantes AM de Porto Alegre, onde assume a função de âncora do programa esportivo "Contra-ataque".
Retornou à Rádio Atlântida, permanecendo entre 2002 e 2007, onde apresentou os programas Tá na Hora, Programa Y e Bola nas Costas. Em 2007, foi contrato pela Rádio Pop Rock FM, onde integrou o grupo de apresentadores do programa Cafezinho. 
Em 1º de abril de 2009, estreou o programa Feras do Rock, na Rádio Pop Rock, que vai ao ar de segunda a sexta-feira. Também em 2009, produziu a peça "Papaéu e o Ataque dos Clones". 
Em agosto de 2009 foi anunciada a sua troca de emissora, indo da Pop Rock FM para a Ipanema FM, onde assumiu a direção de programação da emissora.